# Arraché
Michael Hersch componeerde Arraché (vertaling uit het Frans: weggerukt) in 2004 en 2005.

## Geschiedenis
Hij ontving het verzoek een werk te componeren voor het Baltimore Symphony Orchestra (BSO). Hij was ten tijde van het componeren onder de indruk van de verschrikkelijke behandeling en moorden op gijzelaars in Irak. Je kon ten tijde van het componeerde niet om deze gruwelijke handelingen heen. Alhoewel de muziek erg opdringend is, wordt er geen gebruik gemaakt van slaginstrumenten, hetgeen voor een moderne compositie bijzonder is.

## Première
De première vond plaats in februari 2005 door het BSO onder leiding van Yuri Temirkanov, bij de opening van hun nieuwe thuisbasis het Music Center in Strathmore.

## Bron
- uitgave Naxos (platenlabel).